# مارک هیلتون (تنیس‌باز)
مارک هیلتون (انگلیسی: Mark Hilton؛ زاده ۲۰ آوریل ۱۹۸۱) یک تنیس‌باز اهل بریتانیا است.